# Belthangady
Beltangadi là một thị xã panchayat của quận Dakshina Kannada thuộc bang Karnataka, Ấn Độ.

## Địa lý
Beltangadi có vị trí 13°59′B 75°18′Đ / 13,98°B 75,3°Đ Nó có độ cao trung bình là 685 mét (2247 foot).

## Nhân khẩu
Theo điều tra dân số năm 2001 của Ấn Độ, Beltangadi có dân số 7302 người. Phái nam chiếm 50% tổng số dân và phái nữ chiếm 50%. Beltangadi có tỷ lệ 76% biết đọc biết viết, cao hơn tỷ lệ trung bình toàn quốc là 59,5%: tỷ lệ cho phái nam là 81%, và tỷ lệ cho phái nữ là 71%. Tại Beltangadi, 11% dân số nhỏ hơn 6 tuổi.